# Zichy Pál (MTCSE-elnök)
Gróf zicsi és vázsonykői Zichy Pál András (Budapest, 1988. május 31.) nemzetközi kapcsolatok elemző, a Magyar Történelmi Családok Egyesülete (MTCSE) negyedik elnöke, a Zichy Örökségért Alapítvány alapítóelnöke.

## Családja és felmenői
A magyar főnemesi zicsi és vázsonykői gróf Zichy családnak a sarja. Apja zicsi és vásonykeöi dr. gróf Zichy Mihály, történész, az Országos Széchényi Könyvtár kutatója, anyja Győrbíró Beatrix. Apai nagyapja zicsi és vázsonykői gróf Zichy Péter (1924–2008) jogász, emlékiratíró, a recski kényszermunkatábor egyik foglya. Apai nagyapai dédszülei zicsi és vázsonykői gróf Zichy Pál (1896–1974), nagybirtokos, valamint galántai és fraknói gróf Esterházy Margit (1904–1990) voltak. Az utóbbi a Zichy Pálnak a szülei zicsi és vázsonykői gróf Zichy János (1868–1944) jogász, császári és királyi kamarás, valódi belső titkos tanácsos, nagybirtokos, a Magyar Királyság kultuszminisztere, legitimista politikus, agrárius, az MTA igazgató tagja (1925), az Aranygyapjas rend lovagja, valamint zicsi és vázsonykői gróf Zichy Margit (1874–1963) voltak; gróf Zichy Pálné gróf Esterházy Margitnak a szülei galántai és fraknói gróf Esterházy Sándor (1868–1925), császári és királyi kamarás, valóságos belső titkos tanácsos, az az Aranygyapjas rend lovagja, a Magyar Főrendiház örökös tagja, Zita magyar királyné főudvarmestere, nagybirtokos, és herceg Borghese-Aldobrandini Agnese (1877–1910) voltak. Zichy János (1868–1944) gróf kultuszminiszternek a nagybátyja zicsi és vázsonykői gróf Zichy Nándor (1829–1911) politikus, országgyűlési képviselő, a Katolikus Néppárt alapítója; öccse dr. gróf zicsi és vázsonykői Zichy Gyula (1871–1942), pécsi püspök, kalocsai érsek, valóságos belső titkos tanácsos, pápai trónálló, a magyar országgyűlés felsőházi tagja, Bács-Bodrog vármegye örökös főispánja volt.

## Élete
2015-ben lediplomázott Pázmány Péter Egyetemen mesterszakos nemzetközi kapcsolatok elemzőjeként. Ezután üzleti elemzőként dolgozott a bankszektorban. 2020. február 9-én a Magyar Történelmi Családok Egyesülete közgyűlésén gróf Zichy Pál Andrást egyesületi elnökké választották. A hozzá közel álló témák a történelem, a földrajz, valamint régóta foglalkoztatta Oroszország és a poszt-szovjet régió. Vorkutai szovjet kényszermunkatábori utazása után Fényképkiállítást szervezett Budapesten 2020. február 29-én; a témában személyesen érintett, mivel nagyapja gróf Zichy Péter (1924–2008) a recski kényszermunkatábor egyik foglya volt. A magyar nyelven kívül, angolul, oroszul és németül beszél. Az MTCSE 2016-ban a Stefánia Palotában, 2018-ban a Gellért Szállóban, majd 2021-ben, 2022-ben és 2023-ban ismét a Stefánia palotában szervezte az évi jótékonysági bálját Zichy Pál főszervező és boldogfai Farkas Ákos András társszervező lébonyolításával. 2023-ban a Zichy Örökségért Alapítványt hozta létre abból a célból, hogy szolgalmazzanak minden olyan kezdeményezést, amely a Zichy család történelmének kutatását, jobb megismerését segítheti; Zichy Pál ennek az alapítványnak az alapító-elnöke.